# Haim Revivo
Haim Michael Revivo (på hebraisk: חיים מיכאל רביבו) (født 22. februar 1972 i Ashdod, Israel) er en tidligere israelsk fodboldspiller, der spillede som midtbanespiller. Han repræsenterede på klubplan blandt andet Bnei Yehuda og Maccabi Haifa i hjemlandet, spanske Celta Vigo, samt Fenerbahçe ogGalatasaray i Tyrkiet.
Revivo vandt i sin tid hos Bnei Yehuda den israelske pokalturnering ligesom han med Fenerbahce var med til at vinde det tyrkiske mesterskab. I både 1995 og 1996 blev han kåret til Årets fodboldspiller i Israel.

## Landshold
Revivo spillede mellem 1992 og 2004 67 kampe for Israels landshold, hvori han scorede 15 mål. Hans første kamp var en VM-kvalifikationskamp den 11. november 1992 mod Sverige i Tel Aviv.

## Titler
Israels Pokalturnering
- 1992 med Bnei Yehuda

Tyrkisk Mesterskab
- 2001 med Fenerbahçe